# Толокново (Рамешковский район)
Толокново — деревня в Рамешковском районе Тверской области.

## География
Находится в восточной части Тверской области на расстоянии приблизительно 28 км на юг-юго-запад по прямой от районного центра поселка Рамешки.

## История
В 1858 году в русской помещичьей деревне Толокново 26 дворов, в 1887 — 48 дворов. В советское время работали колхозы «2-я пятилетка», им. Кирова и «Кушалино». В 2001 году в 19 домах жили местные жители,10 домов принадлежало наследникам и дачникам. До 2021 входила в сельское поселение Кушалино Рамешковского района до их упразднения.

## Население
Численность населения: 253 человека (1859 год), 267 (1887), 18 (1989 год), 32 (русские 94 %) в 2002 году, 22 в 2010.